# 聖母・聖美物語
『聖母・聖美物語』（せいぼ・きよみものがたり）は、東海テレビ制作によるフジテレビ系列の昼の帯ドラマ枠にて、2014年3月31日から6月27日まで毎週月曜 - 金曜13:30 - 14:00（JST）に放送されていた、日本のテレビドラマ。
平成元年(1989年)4月 - 平成3年(1991年)4月を舞台とした第1部、平成10年(1998年)4月 - 平成12年(2000年)7月を舞台とした第2部、平成22年(2010年)1月以降を舞台とした第3部の3部構成である。

## あらすじ
聖美は、病院長・繁郎と玉の輿結婚をするが、義母（繁郎の母）・波津子との間で執拗に対立する。そんな中、聖美と繁郎は子供を授かろうと努力するが、なかなか出産できない状態が続いていた。聖美は不妊治療を受けて出産するが、その子供は小児急性骨髄性白血病による障害を抱えており、もう一人子供を授かろうとするが、2人目の子供を出産するのには適さないという状況にあった。そこで、幼いころに離れ離れになった聖美の妹・愛美に代理母出産を強要しようとする。姉妹の対立の歴史とともに、彼女たちが生んだ子供たちが成長していくにつれ、自らの出生と対立・確執の秘密が明らかになっていく。

## キャスト

### 柳沢家
柳沢 聖美（やなぎさわ きよみ）
演 - 東風万智子
この物語の主人公。すずらんの花が好き。
「玉の輿」と持て囃される結婚を果たし、幸せの絶頂にあったが、長男・陽が難病に侵されていることが判明。
陽の命を救うため、様々な困難に立ち向かう。
最終回で、式場を飛び出して帰宅しようとしたひかりをかばい、交通事故に遭い、脳死状態に。
実は生前、ドナーカードを取得していた。自身の肝臓は、劇症肝炎に冒された陽に移植された。
柳沢 繁郎（やなぎさわ しげろう）
演 - 原田龍二
柳沢病院院長、聖美の夫。
長男ではあるが、優柔不断で存在感が薄いことから、「繁郎」の名をもじった「かげろうくん」と呼ばれている。
最終回で、脳死状態に陥った妻・聖美がドナーカードを取得していることを告白。
苦渋の末、聖美を診た医師（演 - 大和田伸也）に「肝臓だけは陽の移植に使わせてください」と告げた。
柳沢 陽（やなぎさわ あきら）
演 - 平林智志→上遠野太洸
聖美と繁郎の息子。
生まれたときから難病に冒され、一時は臍帯血で助かるが成長後。病が再発してしまう。
妹・ひかりに対し、それとなく出生の秘密を明かしてしまい、その直後。病院を飛び出し、自殺を図ってしまう。
最終回で、手術が成功。2年後。聖美の3回忌では医大に合格していることが明らかに。
柳沢 弘明（やなぎさわ ひろあき）
演 - 金子昇
産婦人科医、繁郎の異母弟。
産まれてすぐに、柳沢病院の看護師であり、亡き父の愛人であった母親から柳沢家の門前に捨てられた。
「愛人の子」であることから、幼い頃より継母・波津子から疎まれている。
摩耶子が危篤状態であることを繁郎から知らされるが、自分を捨てた母親を許せず、お見舞いにも行こうとしなかった。
だが考え直して、摩耶子が入院する病院へ駆けつけた時には、母親がすでに息を引き取ったことを知らされた。
物語後半で、下半身不随に。最終回で、ひかりが産婦人科医を志していることを話し、喜んでいた。
柳沢 波津子（やなぎさわ はつこ）
演 - 丘みつ子
繁郎の母。趣味は能楽で、自宅のインテリアも、能に関する物を取り入れているほど。
聖美が嫁いだ当初、折り合いが悪かった。
だが、代理出産の件で一時聖美が家を出て愛美が同居するようになってから、柳沢家が崩壊寸前に陥り、聖美に家に戻るよう懇願した。
ひかりの出生の秘密を打ち明けることには、反対している。
継子である弘明の実母・摩耶子が亡くなったことがきっかけで、弘明に対しこれまでの仕打ちを謝罪した。
柳沢 毅一郎

柳沢 ひかり（やなぎさわ ひかり）
演 - 小林里乃
柳沢家の長女、実は愛美の娘。
兄・陽のドナーとなるために誕生してきた。
実母・愛美との再会で、自身の出生に疑問を抱くようになる。
陽がそれとなく打ち明けたことで、愛美と実の親子であることを知る。
悩んだ末、ドナーになることを決意。物語終盤、陽に骨髄を提供した。
最終回では、峻と結花の挙式直前。虫が知らせたのか、「お兄ちゃんが呼んでる」と言い、式場を飛び出し、帰宅しようとして聖美の下へ駆けつけようとした瞬間。居眠り運転のトラックに撥ねられそうになるが、間一髪で聖美が自分の身を挺してことなきを得た。陽の移植手術中、病院の屋上へ上がり天国にいる聖美に呼びかけた。
2年後。聖美の3回忌で産婦人科医を志していることを告白。

### 森尾家
森尾 佳代子（もりお かよこ）
演 - 山本みどり
聖美・愛美姉妹の母。聖美と繁郎の結婚式当日に自殺する。
森尾 愛美（もりお まなみ）
演 - 三輪ひとみ
聖美の生き別れた妹。長い間離れていた、姉・聖美の懇願でひかりを出産。
聖美が一時家を出てから、柳沢家に居座るが次第に繁郎・波津子の不興を買い、柳沢家を追われた。
ひかりが成長した頃に、再会を果たす。
物語終盤、聖美と和解。最終回では、結花が結婚をためらう原因が峻にあると知り、峻をたしなめた。
森尾 峻（もりお しゅん）
演 - 大硲真陽→谷藤力紀（第13話～第47話）→片岡信和（第48話以後）
愛美の息子（聖美の甥）。
成人後、星川真輔（後述）の娘・結花（後述）から想いを寄せられるが、若い男と親密にしていて、結花のアタックに冷たい態度をしている。
彼女が一方的に結婚を宣言するものの、まるで相手にしていない。
最終回では、結花との挙式直前。彼女から「（峻の）愛情がないのに、結婚してもいいのか」と嘆かれた。
2年後の3回忌では、結花と結婚している。

### 柳沢病院
辻井 瑞穂（つじい みずほ）
演 - 魏涼子
婦長→退職。
実は母親が柳沢家でお手伝いをしていたことから、幼い頃より出入りし、柳沢家の事情を知り尽くしている。
波津子の子飼いで、スパイ的な存在だったが、退職。
かつて、弘明と交際していた。
繁郎を訪ね、弘明の実母・摩耶子（後述）が危篤状態であることを話した。
摩耶子の死後、下半身不随になった弘明と復縁。峻と結花の挙式では、一旦帰ろうとしたが波津子から「柳沢家の家族として、ここにいてもいいわよ」と、家族の一員であることを認められた。
諏訪 公一（すわ こういち）
演 - 古山憲太郎
小児科医。一時期、柳沢家を出た聖美と同棲していた。だが、自身が抱えるトラブルや波津子の懇願などで、結局聖美と別れた。
10年後の現在。ホームレスに転落していることが判明。
偶然、公園で倒れていた陽を助けた。
実は、PTSDを抱えている。
林田 康正（はやしだ やすただ）
演 - 剣持直明
事務長。
塩谷 百合子（しおや ゆりこ）
演 - 佐藤康恵
看護師→師長。実は、諏訪に想いを寄せている。
聖美姉妹の代理出産の件も知っている。
実は柳沢家に「MARIA」名義で手紙を送りつけていた。
そのことを聖美から咎められると、「この10年、諏訪先生がどんな人生を送ってきたか、分かりますか！？」と彼女を責めた。繁郎に退職を申し出るが、止められた。
陽の自殺未遂で、諏訪がPTSDに苦しんでいることを打ち明けた。

### その他
星川 真輔（ほしかわ しんすけ）
演 - 風間トオル
弁護士。結花の父。
かつて、自身の弁護士事務所で働いていた、聖美と結婚話があった。
星川 結花（ほしかわ ゆか）
演 - 齋藤さくら→諸江雪乃→松山愛里
真輔の娘。
成人後。森尾峻（前述）に恋し、熱烈にアタックをするが、相手にされていない。
それでも一方的に柳沢家へ押しかけて、花嫁修業を始めると宣言。
実は、かつて真輔との結婚を反故にした聖美を恨んでおり、峻を繁郎の後継者にし、「聖美から何もかも奪ってやりたい」と、思っている。
最終回で、挙式目前に「峻の愛が自分に注がれないのに、結婚してもいいのか」と泣き崩れ、真輔を困らせた。
だが2年後。聖美の3回忌では峻と結婚し、妊娠している。
現在は、峻の薦めもあり、父親の元で弁護士になるために勉強に励んでいることが明かされた。
藪野 良次（やぶの りょうじ）
演 - 斉藤陽一郎
愛美の元夫
摩耶子（まやこ）
演 - 山口果林
かつて、柳沢病院で看護師をしていた。弘明の実母。産まれたばかりの弘明を、柳沢家の門前に捨てた。
病に冒され、危篤状態になっている。
繁郎がお見舞いに来てすぐ、亡くなった。

## スタッフ
- 脚本 - いずみ玲
- 音楽 - 辻陽
- 音楽制作 - インスパイア・ホールディングス
- 主題歌 - ハルカハミングバード「炎の花」(ユニバーサル ミュージック)
- 広報 - 服部明宏（東海テレビ）、田中資恵（東海テレビ）
- プロデュース - 西本淳一（東海テレビ）、中頭千廣（TSP）、神戸將光（TSP）、齋藤頼照（TSP）
- 演出 - 西本淳一、藤木靖之、吉田使憲
- 制作著作 - TSP
- 制作 - 東海テレビ

## 放送日程
| 放送日程          | 放送日程          | 放送日程 | 放送日程                                | 放送日程 | 放送日程                       |
| 週                | 各話              | 放送日   | 副題                                    | 演出     | 今日の能面                     |
| ----------------- | ----------------- | -------- | --------------------------------------- | -------- | ------------------------------ |
| 第1週             | 第1話             | 3月31日  | （副題記載なし）                        |          | 般若（はんにゃ）               |
| 第1週             | 第2話             | 4月1日   | （副題記載なし）                        |          | 小面（こおもて）               |
| 第1週             | 第3話             | 4月2日   | （副題記載なし）                        |          | 若女（わかおんな）             |
| 第1週             | 第4話             | 4月3日   | （副題記載なし）                        |          | 中将（ちゅうじょう）           |
| 第1週             | 第5話             | 4月4日   | （副題記載なし）                        |          | 泥眼（でいがん）               |
| 第2週             | 第6話             | 4月7日   | 「ワインセラーの逆襲!?」                |          | 猩々（しょうじょう）           |
| 第2週             | 第7話             | 4月8日   | 「やさしいママになる決意」              |          | 痩せ男（やせおとこ）           |
| 第2週             | 第8話             | 4月10日  | 「遠のく幸せ…流産の危機」               |          | 鷹（たか）                     |
| 第2週             | 第9話             | 4月11日  | 「涙の決心!夫への告白」                 |          | 姥（うば）                     |
| 第3週             | 第10話            | 4月14日  | 「姑の真心…待望の妊娠」                 |          | 山姥（やまんば）               |
| 第3週             | 第11話            | 4月15日  | 「しあわせの先に忍び寄る闇」            |          | 翁（おきな）                   |
| 第3週             | 第12話            | 4月16日  | 「突然息子を襲い掛かった病魔」          |          | 平太（へいた）                 |
| 第3週             | 第13話            | 4月17日  | 「最後の切り札と決意!」                 |          | 景清（かげきよ）               |
| 第3週             | 第14話            | 4月18日  | 「悲しき瞳…妹の惨事!」                  |          | 深井（ふかい）                 |
| 第4週             | 第15話            | 4月21日  | 「芽生える新たな企み…」                 |          | 檜垣女（ひがきのおんな）       |
| 第4週             | 第16話            | 4月22日  | 「妻の過去にざわめく心」                |          | 阿波男（あわおとこ）           |
| 第4週             | 第17話            | 4月23日  | 「妹の罪は、私の罪!」 →「怒り爆発」     |          | 近江女（おうみおんな）         |
| 第4週             | 第18話            | 4月24日  | 「涙を誘う命がけの証言」 →「支える心」  |          | 橋姫（はしひめ）               |
| 第4週             | 第19話            | 4月25日  | 「ママ、僕死ぬんだよね?」 →「太陽の子」 |          | 泥蛇（でいじゃ）               |
| 第5週             | 第20話            | 4月28日  | 「一心同体」                            |          | 敦盛（あつもり）               |
| 第5週             | 第21話            | 4月29日  | 「母の決意」                            |          | 弱法師（よろぼし）             |
| 第5週             | 第22話            | 4月30日  | 「薄情な父」                            |          | 邯鄲男（かんたんおとこ）       |
| 第5週             | 第23話            | 5月1日   | 「天使の子」                            |          | 蛙（かわず）                   |
| 第5週             | 第24話            | 5月2日   | 「情操教育」                            |          | 俊寛（しゅんかん）             |
| 第6週             | 第25話            | 5月5日   | 「親のエゴ」                            |          | 霊女（りょうのおんな）         |
| 第6週             | 第26話            | 5月6日   | 「輝く夜空」                            |          | 顰（しかみ）                   |
| 第6週             | 第27話            | 5月7日   | 「妊婦二人」                            |          | 笑尉（わらいじょう）           |
| 第6週             | 第28話            | 5月8日   | 「ご褒美!」                             |          | 獅子口（ししぐち）             |
| 第6週             | 第29話            | 5月9日   | 「妊婦の影」                            |          | 大べし見（おおべしみ）         |
| 第7週             | 第30話            | 5月12日  | 「冷めた心」                            |          | 眉かき（まゆかき）             |
| 第7週             | 第31話            | 5月13日  | 「作戦会議」                            |          | まさかり                       |
| 第7週             | 第32話            | 5月14日  | 「天使誕生」                            |          | 大飛出（おおとびで）           |
| 第7週             | 第33話            | 5月15日  | 「パパ公認」                            |          | 朝倉尉（あさくらじょう）       |
| 第7週             | 第34話            | 5月16日  | 「二人の母」                            |          | 今若（いまわか）               |
| 第8週             | 第35話            | 5月19日  | 「涙の理由」                            |          | 頼政（よりまさ）               |
| 第8週             | 第36話            | 5月20日  | 「十字架」                              |          | 天神（てんじん）               |
| 第8週             | 第37話            | 5月21日  | 「鬼子母神」                            |          | 腰巻尉（こしまきじょう）       |
| 第8週             | 第38話            | 5月22日  | 「離婚届け」                            |          | 重荷悪尉（おもにあくじょう）   |
| 第8週             | 第39話            | 5月23日  | 「新生活」                              |          | 狐蛇（きつねじゃ）             |
| 第9週             | 第40話            | 5月26日  | 「父親失格」                            |          | 小面（こおもて）               |
| 第9週             | 第41話            | 5月27日  | 「涙の訴え」                            |          | 姥（うば）                     |
| 第9週             | 第42話            | 5月28日  | 「すきま風」                            |          | 泥小飛出（でいことびで）       |
| 第9週             | 第43話            | 5月29日  | 「姑の家出」                            |          | 小牛尉（こうしじょう）         |
| 第9週             | 第44話            | 5月30日  | 「女同士」                              |          | 増髪（ますかみ）               |
| 第10週            | 第45話            | 6月2日   | 「女の覚悟」                            |          | 若女（わかおんな）             |
| 第10週            | 第46話            | 6月3日   | 「母の幸せ」                            |          | 弱法師（よろぼし）             |
| 第10週            | 第47話            | 6月4日   | 「誕生祝い」                            |          | 翁（おきな）                   |
| 第10週            | 第48話            | 6月5日   | 「再発疑惑」                            |          | 小べし見（こべしみ）           |
| 第10週            | 第49話            | 6月6日   | 「少女の涙」                            |          | 延命冠者（えんめいかじゃ）     |
| 第11週            | 第50話            | 6月9日   | 「娘の半期」                            |          | 小面（こおもて）               |
| 第11週            | 第51話            | 6月10日  | 「親の資格」                            |          | 中将（ちゅうじょう）           |
| 第11週            | 第52話            | 6月11日  | 「愛の結晶」                            |          | 慈童（じどう）                 |
| 第11週            | 第53話            | 6月12日  | 「秘密の蓋」                            |          | 皺尉（しわじょう）             |
| 第11週            | 第54話            | 6月13日  | 「娘の決心」                            |          | 深井（ふかい）                 |
| 第12週            | 第55話            | 6月16日  | 「花嫁修業」                            |          | 茗荷悪尉（みょうがあくじょう） |
| 第12週            | 第56話            | 6月17日  | 「おろかな母」                          |          | 父尉（ちちのじょう）           |
| 第12週            | 第57話            | 6月18日  | 「裏切り」                              |          | 舌出慈童（しただしじどう）     |
| 第12週            | 第58話            | 6月19日  | 「失踪…」                               |          | 深井（ふかい）                 |
| 第12週            | 第59話            | 6月20日  | 「娘の決心」                            |          | 熊坂（くまさか）               |
| 最終週 （第13週） | 第60話            | 6月23日  | 「回り道」                              |          | 三日月（みかづき）             |
| 最終週 （第13週） | 第61話            | 6月24日  | 「氷の心」                              |          | 髭べし見（ひげべしみ）         |
| 最終週 （第13週） | 第62話            | 6月25日  | 「告白」                                |          | 一角仙人（いっかくせんにん）   |
| 最終週 （第13週） | 第63話            | 6月26日  | 「決意」                                |          | 棹さし（さおさし）             |
| 最終週 （第13週） | 最終話 （第64話） | 6月27日  | 「運命」                                |          | （なし）                       |

- 平均視聴率：3.0%[8]（視聴率は関東地区・ビデオリサーチ社調べ）
- 4月9日は『FNN報道特番 小保方晴子緊急会見』（13:00 - 14:00）を急遽放送した事で翌日（4月10日）に順延[9]。これに伴い、それ以降の放送は1話ずつ順延となり、第2週は4話分に縮小された。これにより、当初予定していた65回から1回減り、64回放送された[10]。

## その他
番組最後のところ（「このドラマはフィクションです」の字幕の箇所）では、毎回「今日の能面」と題し、狂言や能で使用する能面を一つずつ取り上げている。このことは第2週その1（第6話　2014年4月7日放送）で、柳沢家が能楽に対する造詣が深いことを言及している。（前項参照）また、柳沢家では玄関に緞帳（幕）がかけられており、その緞帳を上げるたびに「お幕」と声をかけるなど、能舞台を意識・再現した装飾・演出がなされている。
第5週その2（第21話　2014年4月29日放送）から第11週その2（第51話　2014年6月10日放送）までは、その週の最初のエピソードの前に、アバンタイトルとしてこの番組のテーマである「母について」「あなたにとって聖母とは」と題した街頭でのインタビューを挿入している。（第9週その1＜第40話＞　2014年5月25日放送分はそれまでの物語の粗筋説明の映像を放送）
また、出産など医療現場や、羽衣の松を舞台とした件があり、
との鑑賞上の注意事項もエンディングに表示している。
4月28日（第5週その1　第20話）-5月9日（第6週その5　第29話）はゴールデンウィークと重なるため、データ放送を利用した視聴者プレゼント「聖母・聖美物語ゴールデンウィークキャンペーン」（賞金10万円×10人）を実施する。